# Jerzy Przybylski
Jerzy Przybylski (ur. 27 kwietnia 1923 we Lwowie, zm. 24 lipca 1999 w Warszawie) – polski aktor.

## Życiorys
Po II wojnie światowej występował w teatrach wrocławskich, w latach 1949–1955 w Teatrze Wybrzeże w Gdańsku. W 1952 zdał aktorski egzamin eksternistyczny. W latach 1959–1963  był związany ze Starym Teatrem w Krakowie, w latach 1963–1979 z Teatrem im. Stefana Jaracza i Teatrem Powszechnym w Łodzi. W latach 1979–1982 grał w Teatrze Narodowym, a w latach 1982–1991 w Teatrze Powszechnym w Warszawie. Występował w słuchowiskach Teatru Polskiego Radia (1953–1992).
Zmarł w Warszawie, pochowany na cmentarzu Powązkowskim (kwatera 31 wprost-1-9,10).

## Filmografia
- Dziewczyna z dobrego domu (1962) − ksiądz kanonik, wuj Joanny
- Banda (1964) − „Gangster”, wychowawca w domu poprawczym
- Koniec naszego świata (1964) − Dawid, członek Sonderkommanda
- Obok prawdy (1964) − lekarz
- Prawo i pięść (1964) − „doktor” Mielecki
- Rękopis znaleziony w Saragossie (1964) − bankier Moro, ojciec Donny Inez
- Życie raz jeszcze (1964) − major Łapszewicz
- Gorąca linia (1965) − inżynier Władysław Snap
- Kapitan Sowa na tropie (1965) − Majewski (odc. 2)
- Niedziela sprawiedliwości (1965) − Markowski, dyrektor przedsiębiorstwa
- Popioły (1965) − Nikodem Chłuka, nowy dzierżawca Wygnanki
- Bicz boży (1966) − doktor
- Zejście do piekła (1966) − Hans Stock vel Adler, dyrektor obozu
- Człowiek, który zdemoralizował Hadleyburg (1967) − mecenas Wilson
- Komedia z pomyłek (1967) − pan Goodwyn
- Lalka (1968) − bankier
- Niezwykły wypadek (1968) − lekarz
- Stawka większa niż życie (1968) – konsul Grandel (odc. 4)
- Jak rozpętałem II wojnę światową (1969) – Hans Langner, ranny żołnierz niemiecki (cz. 3)
- Urząd (1969) – monsignore Rigaud
- Doktor Ewa (1970) – prokurator (odc. 2)
- System (1971) – stary lekarz
- Palec Boży (1972) – aktor
- Czarne chmury (1973) – von Hoverbeck, rezydent elektora w Warszawie (odc. 6–10)
- Sanatorium pod Klepsydrą (1973) – pan de V.
- Śledztwo (1973) − dr Sciss
- Potop (1974) – Burchard Müller
- Rozmowa (1974) – ojciec Ali
- Wieczne pretensje (1974) – kolega Rysia ze szkoły
- Ziemia obiecana (1974) – lekarz Buchholza
- Ziemia obiecana (1975) – lekarz Buchholza (odc. 1, 3)
- Zagrożenie (1976) – Irving, obrońca Steiner
- Gdzie woda czysta i trawa zielona (1977) – Frakowski
- Buddenbrookowie (1979) – członek Komitetu Obywatelskiego
- Punkty za pochodzenie (1982) – profesor - alkoholik recytujący Norwida
- Jan (1984) – mecenas
- Zmiennicy (1986) – Hans Gonschorek, prezes towarzystwa Freundschaft, handlarz narkotykami (odc. 6–7, 9, 11, 13, 15)
- Prominent (1990) – Jan Górski, członek Biura Politycznego PZPR
- Życie za życie. Maksymilian Kolbe (1990) – ojciec gwardian w klasztorze w Alwerni
- Głos (1991) – mieszkaniec wioski

## Spektakle Teatru Telewizji
- Rozbójnik (1963)
- Strefa cienia (1966)
- Uczeń diabła (1967)
- Wesele pana Balzaca (1967)
- Znakomity komiwojażer (1967)
- Czerwone i czarne (1968)
- Siedem dni Prezydenta (1968) – Gabriel Narutowicz
- Henryk V (1970) – Sir John Falstaff
- Każdemu co mu się należy od mafii (1980) – baron
- Proces (1980) – Mecenas Huld
- Wilki (1980) – Quesnel
- Irydion (1981) – Olpianus
- Trylogia ponownych spotkań (1981) – Martin
- W gołębniku (1981) – Ignacy
- Wielki Fryderyk (1981) – Johann Ernest Gockowsky

## Odznaczenia
- Złoty Krzyż Zasługi (1979)
- Medal 30-lecia Polski Ludowej (1974)
- Honorowa Odznaka Miasta Łodzi (1965)
- Order Uśmiechu

Źródło:.

## Nagrody i wyróżnienia
- Nagroda Redakcji „Gazety Poznańskiej” na Kaliskich Spotkaniach Teatralnych za wyróżniającą się rolę Krauzego w Pielęgniarze w Teatrze im. Stefana Jaracza w Łodzi (1964)
- Nagroda na Kaliskich Spotkaniach Teatralnych za grę aktorską za rolę tytułową w Malatesta w Teatrze im. Stefana Jaracza w Łodzi (1964)
- Nagroda na Kaliskich Spotkaniach Teatralnych za rolę Schmidta w Ostatnia stacja w Teatrze im. Stefana Jaracza w Łodzi (1965)
- Nagroda aktorska II stopnia na Kaliskich Spotkaniach Teatralnych za rolę George'a w Kto się boi Virginii Woolf? w Teatrze im. Stefana Jaracza w Łodzi (1966)
- Nagroda Komitetu do spraw Radia i Telewizji za rolę Narutowicza w przedstawieniu Siedem dni Prezydenta (1968)
- „Srebrny Pierścień” - nagroda dla najlepszego aktora w Łodzi (1977)

Źródło:.